# Igors Savčenkovs
Igors Savčenkovs (in russo Игорь Савченков?; Ventspils, 3 novembre 1982) è un ex calciatore lettone, di ruolo difensore.

## Carriera

### Club
Ha cominicato la sua carriera col Ventspils, formazione con cui ha esordito in Virsliga nel 2003. Vi ha giocato dal 2000, quando giocava nella formazione riserve, al 2012, con due brevi parentesi al Dinaburg nel 2005 e nel 2006 e una nel 2011 in prestito al Jelgava. Col Ventspils ha vinto 
tre campionati (2007, 2008 e 2011) e quattro coppe lettoni (2003, 2004, 2007 e 2010-2011).
Nel 2012 si è trasferito allo Skonto, con cui ha vinto la sua quinta coppa lettone. L'anno seguente andò al Daugava, con cui vinse la Supercoppa di Lettonia, mentre al 2014 risale la sua unica e breve avventura all'estero, con la maglia dei georgiani del T'orp'edo Kutaisi con cui rimase fino ad agosto. Tornò infatti in patri al Jelgava, con cui vinse altre due coppe di Lettonia consecutive.
Nel 2017 fece ritorno al Ventspils, con cui chiuse la carriera.

### Nazionale
Ha esordito in nazionale il 20 agosto 2008, in amichevole contro la Romania, entrando nei minuti finali al posto di Igors Stepanovs. Con la Lettonia ha vinto la Coppa del Baltico 2012, giocando la semifinale contro la Lituania in cui fu, peraltro, espulso.
Quella contro la Lituania fu l'ultima gara di Savčenkovs in nazionale che totalizzò quattro presenze tra il 2008 e il 2012, senza reti all'attivo.

## Statistiche

### Cronologia presenze e reti in Nazionale
| Cronologia completa delle presenze e delle reti in nazionale ― Lettonia | Cronologia completa delle presenze e delle reti in nazionale ― Lettonia | Cronologia completa delle presenze e delle reti in nazionale ― Lettonia | Cronologia completa delle presenze e delle reti in nazionale ― Lettonia | Cronologia completa delle presenze e delle reti in nazionale ― Lettonia | Cronologia completa delle presenze e delle reti in nazionale ― Lettonia | Cronologia completa delle presenze e delle reti in nazionale ― Lettonia | Cronologia completa delle presenze e delle reti in nazionale ― Lettonia |
| Data                                                                    | Città                                                                   | In casa                                                                 | Risultato                                                               | Ospiti                                                                  | Competizione                                                            | Reti                                                                    | Note                                                                    |
| ----------------------------------------------------------------------- | ----------------------------------------------------------------------- | ----------------------------------------------------------------------- | ----------------------------------------------------------------------- | ----------------------------------------------------------------------- | ----------------------------------------------------------------------- | ----------------------------------------------------------------------- | ----------------------------------------------------------------------- |
| 20-8-2008                                                               | Urziceni                                                                | Romania                                                                 | 1 – 0                                                                   | Lettonia                                                                | Amichevole                                                              | -                                                                       | 72’                                                                     |
| 11-10-2008                                                              | San Gallo                                                               | Svizzera                                                                | 2 – 1                                                                   | Lettonia                                                                | Qual. Mondiali 2010                                                     | -                                                                       |                                                                         |
| 12-11-2008                                                              | Tallinn                                                                 | Estonia                                                                 | 1 – 1                                                                   | Lettonia                                                                | Amichevole                                                              | -                                                                       |                                                                         |
| 1-6-2012                                                                | Võru                                                                    | Lettonia                                                                | 5 – 0                                                                   | Lituania                                                                | Coppa del Baltico 2012                                                  | -                                                                       | 90’                                                                     |
| Totale                                                                  |                                                                         | Presenze                                                                | 4                                                                       |                                                                         | Reti                                                                    | 0                                                                       |                                                                         |

## Palmarès

### Club
- Campionato lettone: 3

Ventspils: 2007, 2008, 2011
- Coppa di Lettonia: 7

Ventspils: 2003, 2004, 2007, 2010-2011
Skonto: 2011-2012
Jelgava: 2014-2015, 2015-2016
- Supercoppa di Lettonia: 1

Daugava Daugavpils: 2013

### Nazionale
- Coppa del Baltico: 1

2012
- Coppa del Baltico: 1

2012